# پزوی آرژانتینی آرژانتینو
پزوی آرژانتینی آرژانتینو (به انگلیسی: Argentine peso argentino) (به زبان بومی: peso argentino) یکای پول رایج در کشور آرژانتین است. مسئولیت کنترل این واحد پولی برعهدهٔ بانک مرکزی آرژانتین قرار دارد.